# Bernard Chevallier
Bernard Marie Chevallier, född 4 oktober 1912 i Chartres, död 6 april 1997 i Orsennes, var en fransk ryttare.
Chevallier blev olympisk mästare i fälttävlan vid sommarspelen 1948 i London.